# Onze-Lieve-Vrouw-van-de-Goede-Raadkapel (Walem)

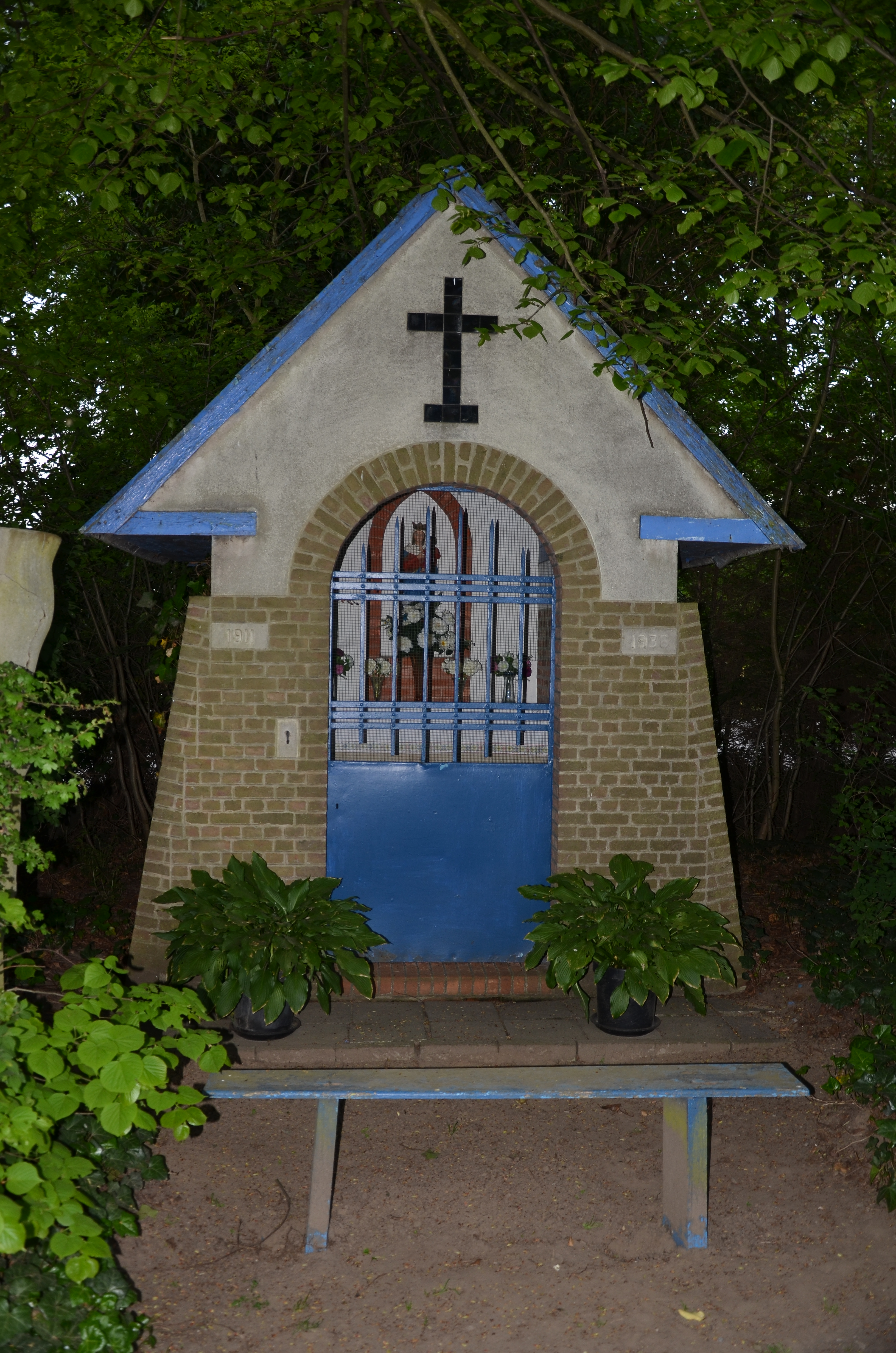
De Onze-Lieve-Vrouw-van-de-Goede-Raadkapel

Onze-Lieve-Vrouw-van-de-Goede-Raadkapel is een bakstenen wegkapel in Battenbroek in de Mechelse deelgemeente Walem. 

## Geschiedenis
De kapel werd in 1936 gebouwd met giften opgehaald door de plaatselijke Boerinnenbond (nu Ferm) op een perceel grond dat toebehoorde aan baron Coppens. In 1939 schonk de baron het perceel met de kapel erop aan de kerkfabriek van de parochie Onze-Lieve-Vrouw-van-Bijstand van Walem. In 1943 verleende kardinaal Van Roey de toelating om jaarlijks, op pinkstermaandag, een Mis op te dragen aan de kapel. Er werd ook jaarlijks een bedevaart naar de kapel georganiseerd in de maand mei. In de loop der jaren verwaterde de traditie en verloederde de kapel. Ze werd in 2021 gerestaureerd en opnieuw ingewijd.

## Gebouw
Het gaat om een eenvoudige bakstenen kapel onder zadeldak. Binnenin de kapel, in een nis, bevindt zich een gepolychromeerd beeld van Maria met Kind. De kapel is geflankeerd door twee betonnen pilaren in de vorm van boomstronken.